# Gelug
Gelug (Wylie: dGe-Lugs; a veces escrito Géluk, que significa ‘virtuoso’) es la más reciente de las cuatro escuelas principales del budismo tibetano. Fue fundada por Je Tsongkhapa (1357-1419), un filósofo, yogui tántrico y lama tibetano, y fue desarrollada por sus discípulos (como Khedrup Je, Gyaltsap Je y Gendün Drubpa).
La escuela Gelug se conoce alternativamente como «Nuevo Kadam» (kadam sarma), ya que se considera una continuación de la tradición Kadam de Atisha (c. siglo XI). Además, también recibe el nombre «escuela de Ganden», por el primer monasterio establecido por Tsongkhapa. El Ganden tripa («titular del trono de Ganden») es el jefe oficial de la escuela, aunque su figura más influyente es el dalái lama (‘maestro del Océano’). Aliándose con los jans mongoles, la escuela Gelug se convirtió en la escuela budista dominante en Tíbet y Mongolia desde finales del siglo XVI. Otro nombre alternativo para esta tradición es la de «escuela del sombrero amarillo».
Doctrinalmente, la escuela Gelug promueve una forma única de prasangika madhyamaka basada en las obras de Tsongkhapa. Según John Powers, la obra de Tsongkhapa «contiene una visión global de la filosofía y la práctica budista que integra el sutra y el tantra, el razonamiento analítico y la meditación yóguica».

## Historia

### Tsongkhapa
La escuela Gelug fue fundada por Je Tsongkhapa, un monje budista ecléctico y yogui que viajó por el Tíbet estudiando con maestros de las escuelas Kadam, Sakya, Drikung Kagyu, Jonang y Nyingma. Entre ellos se encuentran el erudito de Sakya, Rendawa (1349-1412), el erudito de Drikung Thil, Chenga Chokyi Gyalpo, el místico Lama Umapa, el maestro de Jonang, Bodong Chokley Namgyal y el maestro de Dzogchen, Drupchen Lekyi Dorje.
Un gran admirador de la escuela Kadam, Tsongkhapa fusionó las enseñanzas Kadam de lojong (entrenamiento de la mente) y lamrim (etapas del camino) con las enseñanzas Vajrayana de las escuelas Sakya, Kayu y Jonang. También hizo hincapié en el monasticismo y en la estricta adhesión al vinaya (disciplina monástica). Combinó todo esto con extensos escritos sobre madhyamaka, epistemología budista y práctica budista. Las numerosas obras de Tsongkhapa sobre filosofía y práctica tántrica tuvieron una gran influencia y marcaron un punto de inflexión en la historia del budismo tibetano.
Tsongkhapa y sus discípulos fundaron el monasterio de Ganden en 1409, al que siguió la fundación de Drepung (1416) y Sera (en 1419), que se convirtieron en «los tres grandes» monasterios gelug (y con el tiempo se convertirían en algunos de los más grandes del mundo). Según Sam van Schaik, estos centros Gelug «llegaron a formar un triunvirato de enormes monasterios Gelug que dominarían la vida religiosa y política del Tíbet central durante siglos».

### Crecimiento temprano

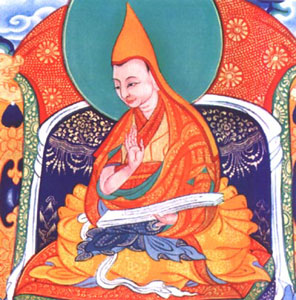
Khedrup Gelek Pelzang, el primer Panchen Lama (1385-1438), y el principal líder de la escuela Gelug tras la muerte de Tsongkhapa.

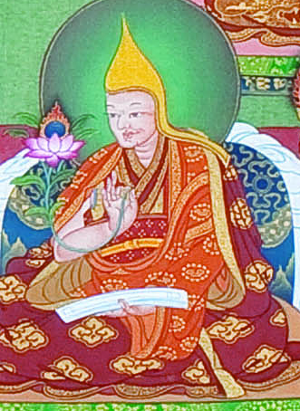
Gendun Drup, el fundador del Monasterio de Tashilhunpo, y el Primer Dalái lama.

Tras la muerte de Tsongkhapa en 1419 (que por entonces ya era famoso y había atraído a numerosos discípulos), la orden Gelug (Ganden) creció con gran rapidez gracias a los esfuerzos de los discípulos de Tsongkhapa. Según Sam van Schaik, «gran parte del mérito de la definición y defensa de la nueva escuela debe atribuirse a Khedrup, alumno de Tsongkhapa».
Los tres principales discípulos de Tsongkhapa fueron Khedrup Gelek Palsang, Gyaltsap Darma Rinchen y Dülzin Drakpa Gyaltsen. Otros alumnos importantes de Tsongkhapa fueron Tokden Jampel Gyatso, Jamyang Chöjé y Jamchen Chöjé (los fundadores de los monasterios de Drepung y Sera, respectivamente), y Gendün Drup el Primer Dalái lama".
A finales del siglo XV, las obras recopiladas de Tsongkhapa se habían plasmado en xilografías. Sus obras se recopilarían más tarde junto con las de Gyaltsap y Khedrup (que escribieron numerosos comentarios sobre los clásicos indios y sobre las obras de Tsongkhapa) para convertirse en la principal colección canónica única de la escuela Gelug, que se conoce como Obras recopiladas del padre y los hijos (jé yapsé ungbum).
A finales del siglo XV, Tsongkhapa había llegado a ser considerado como un segundo Buda en la tradición Gelug, y sus discípulos (como Khedrup Je y Tokden Jampel Gyatso) escribieron varias hagiografías. Estos textos desarrollaron los grandes mitos del Buda Tsongkhapa (incluyendo historias de sus nacimientos anteriores y sus diversas visiones místicas) y ayudaron a establecer la nueva identidad de la escuela Gelug como un linaje auténtico (que se remonta a Manjushri). Mientras tanto, entre las demás escuelas tibetanas, Tsongkhapa pasó a ser considerado «una fuerza a tener en cuenta, alguien cuya visión, ideas y escritos debían entenderse en relación con su propio y apreciado linaje y tradición».
En este periodo inicial de crecimiento también se produjeron debates e intercambios escolásticos entre la nueva tradición Gelug y los eruditos de sectas anteriores como la Sakya, que escribieron críticas a la filosofía de Tsongkhapa. Entre estos críticos se encuentra Rongton Shakya Gyaltsen (1367-1449), cuyo trabajo dio lugar a una respuesta de Khedrup Je. Este debate sobre la interpretación madhyamaka de Tsongkhapa fue retomado por un trío de pensadores de la escuela Sakya: Taktsang Lotsawa, Gorampa y Shākya Chokden. Su crítica sería contrarrestada por las obras de numerosos eruditos gelug, como Lekpa Chöjor (alias Jamyang Galo, 1429-1503), el primer Panchen lama Lozang Chökyi Gyaltsen (1507-1662), Jetsun Chökyi Gyaltsen (1469-1544/46), Sera Jetsun Chökyi Gyaltsen, Panchen Delek Nyima y Jamyang Zhepa (1648-1751).

### Los Dalai Lamas y los mongoles

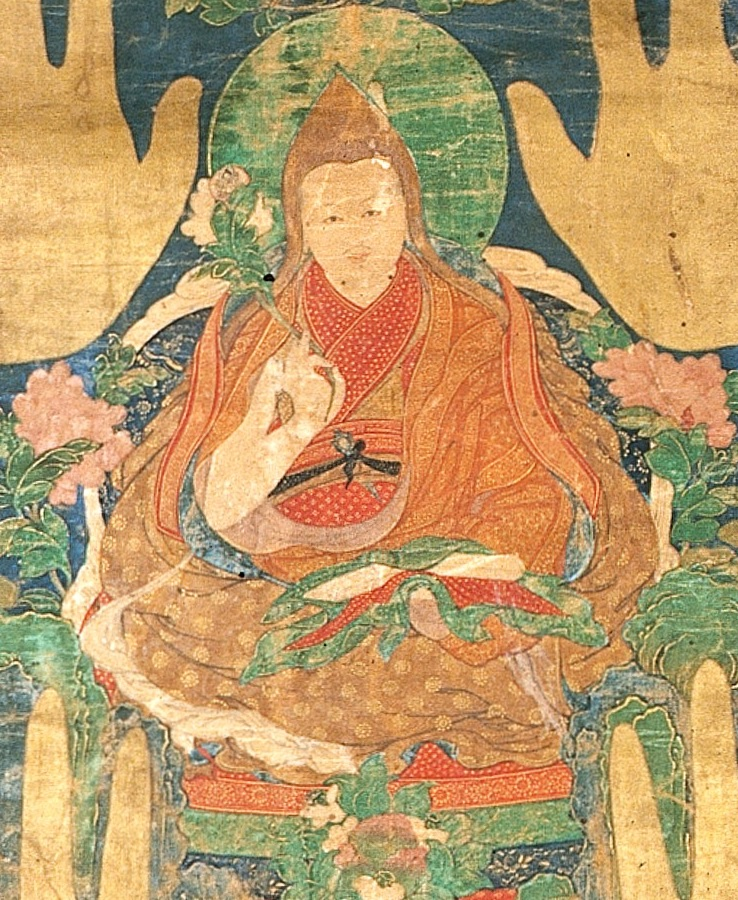
El tercer Dalái lama, Sönam Gyatso.

En 1577, Sönam Gyatso, considerado como la tercera encarnación de Gendün Drup, formó una alianza con el poderoso líder mongol, Altan Khan. Como resultado, Sönam Gyatso fue designado como el tercer Dalái lama. "Dalai" es una traducción al mongol del nombre tibetano gyatso ‘océano’. Gendün Drup y Gendun Gyatso fueron reconocidos póstumamente como primer y segundo Dalai Lamas respectivamente.
Sönam Gyatso fue muy activo en el proselitismo entre los mongoles, y la tradición Gelug se convertiría en la principal religión de los mongoles en los siglos siguientes. Sönam Gyatso viajó a Mongolia y apoyó la creación de monasterios y la traducción de textos budistas al idioma mongol. También predicó en contra de ciertas prácticas chamánicas, como el sacrificio de animales y los sacrificios de sangre.
Este giro de los acontecimientos proporcionó a la escuela Gelug unos poderosos patrocinadores que la impulsarían a la preeminencia política en el Tíbet. La alianza se reforzó aún más cuando, tras la muerte de Sonam Gyatso, se descubrió que su encarnación era el bisnieto de Altan Khan, que se convirtió en el cuarto Dalái lama. La influencia de la escuela Gelug en el budismo mongol sigue siendo fuerte hoy en día. Según Thupten Jinpa, «un importante legado de esta relación ha sido la tradición de los jóvenes mongoles de estudiar en los grandes centros de aprendizaje Geluk de Amdo y el Tíbet central».

### El «Gran Quinto»

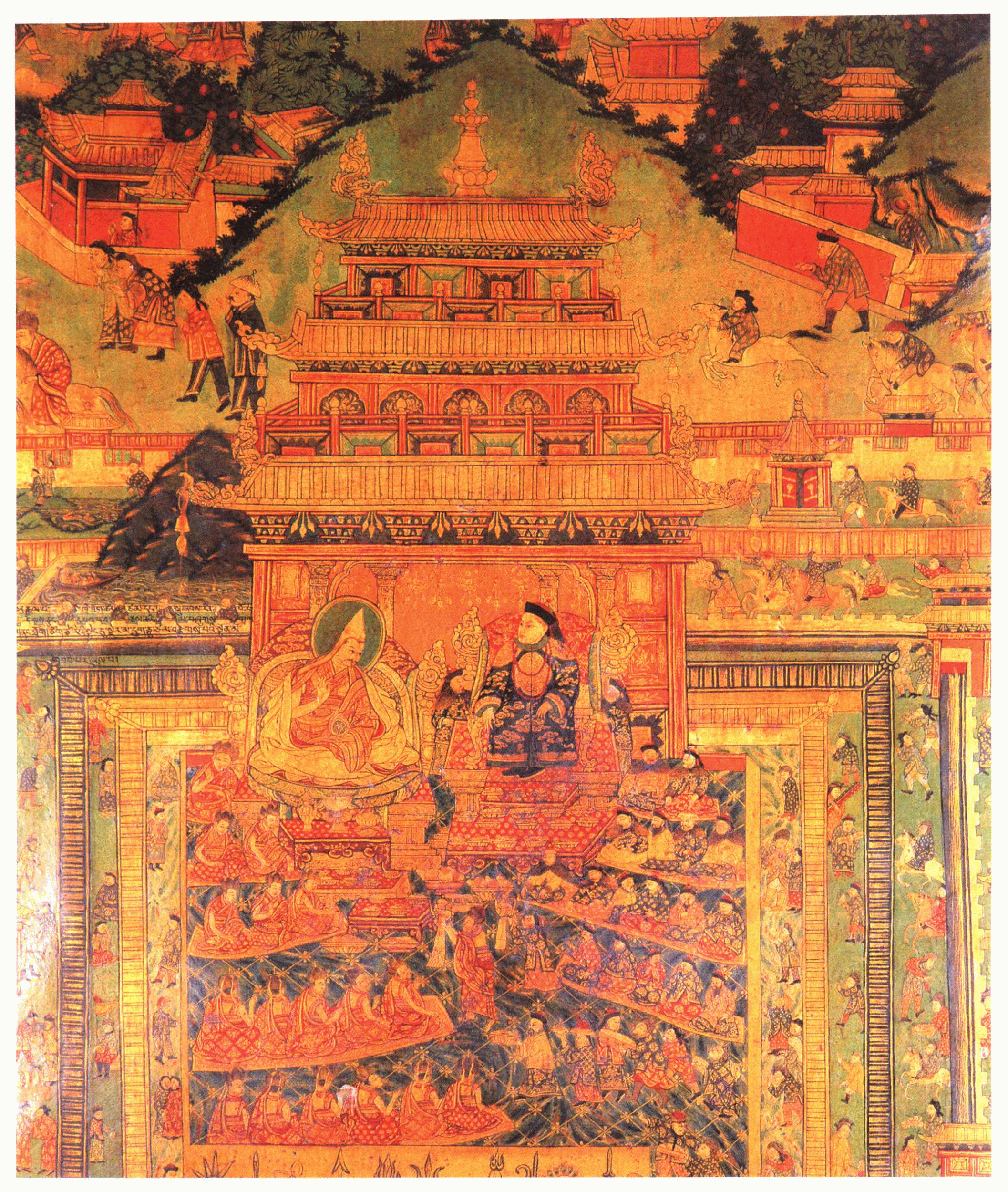
Pintura de la dinastía Qing del 5º Dalai Lama reuniéndose con el emperador Shunzhi en Pekín, 1653.

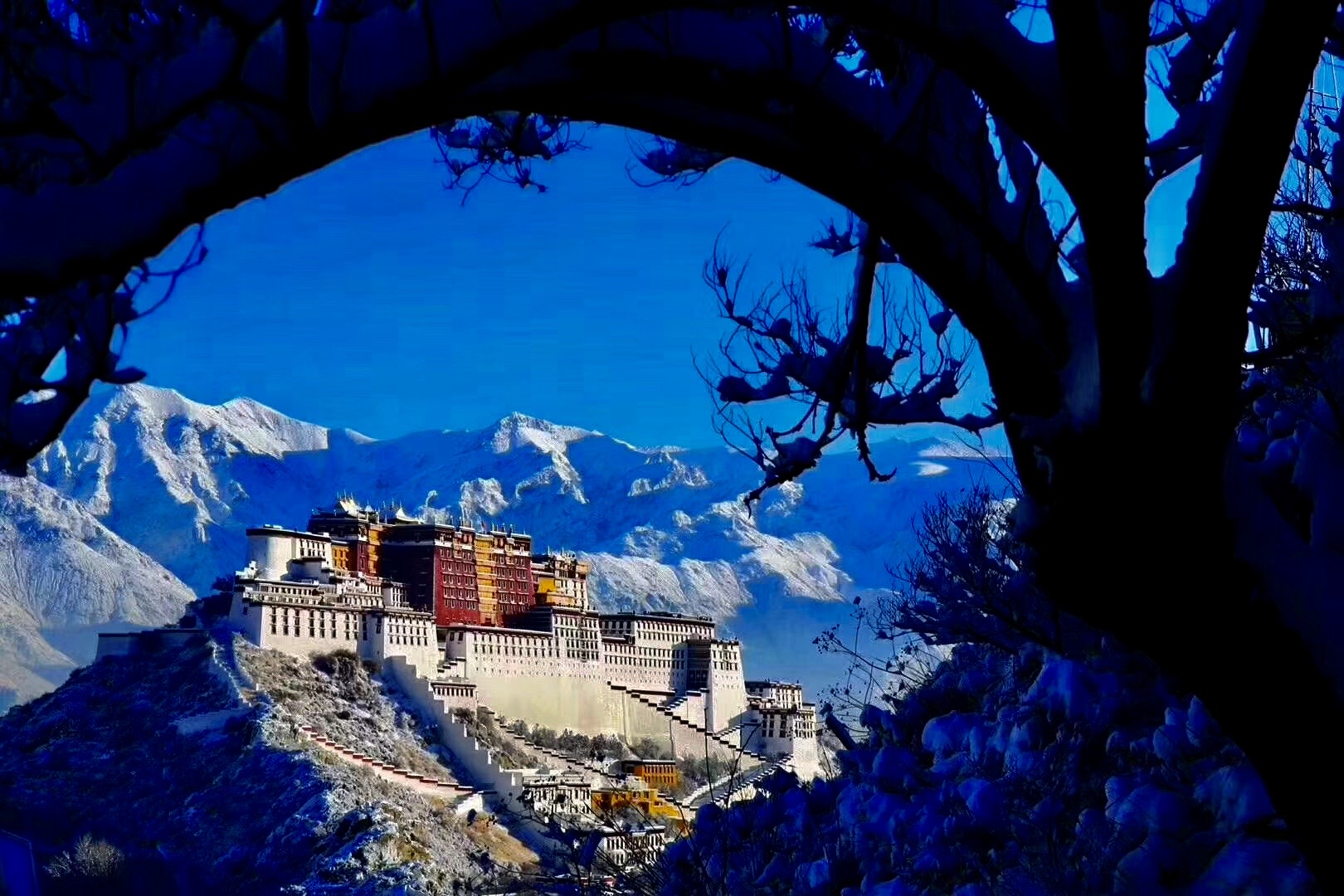
Palacio de Potala

Tras las violentas luchas entre las sectas del budismo tibetano, la escuela Gelug surgió como la dominante, con la ayuda militar del mongol Güshri Khan, que invadió el Tíbet en 1642 para derrotar al rey de Tsang. Según el historiador tibetano Samten Karmay, Sonam Chophel (1595-1657), tesorero del palacio de Ganden, fue el principal artífice del ascenso del Gelug al poder político.
El quinto Dalái lama, Ngawang Lobsang Gyatso (1617-1682), fue el primero de su estirpe en ostentar el pleno poder político y espiritual en el Tíbet. Estableció un sistema formal de gobierno teocrático, abrió relaciones diplomáticas con la dinastía Qing, construyó el palacio de Potala en Lhasa, institucionalizó el oráculo de Nechung del Estado tibetano e impulsó un importante renacimiento del arte y la impresión de libros. Desde el periodo del quinto Dalái lama en el siglo XVII, los Dalai Lamas tuvieron el control político del Tíbet central. El núcleo de liderazgo de este gobierno también se denominaba Ganden Phodrang. Según Thupten Jinpa, el gobierno del quinto Dalái lama «llevaría al Tíbet a una apariencia de unidad política por primera vez desde el colapso del imperio tibetano unos setecientos años antes».
El quinto Dalái lama fue un prolífico autor y erudito. Según Jinpa, «el quinto Dalai Lama era personalmente un ecumenista que reverenciaba las otras tradiciones budistas principales del Tíbet, especialmente la Nyingma». En esto se vio influenciado por su maestro Paljor Lhundrup, que era un monje Gelug y maestro de la tradición de la Gran Perfección (Dzogchen). El «Gran Quinto» escribió numerosas obras y reveló un ciclo de enseñanzas Dzogchen. Uno de sus alumnos (y sucesor político como regente), el Desi, Sangye Gyatso, fue también conocido como un gran erudito que escribió varias obras sobre temas como la medicina tibetana, la astrología, la biografía y la caligrafía. Es el autor del importante texto de medicina tibetana El espejo de Berilo, encargó un conjunto de pinturas médicas y escribió una biografía del quinto Dalái lama.
Durante el gobierno del quinto Dalái lama, su maestro Lobsang Chökyi Gyaltsen recibió el título de «Panchen Bogd» de manos de Altan Khan y del Dalái lama en 1645. Este es el comienzo de la línea tulku del Panchen lama, que tradicionalmente gobierna Shigatse y la región de Tsang desde su base en el monasterio de Tashilhunpo. Las instituciones del Dalái lama y del Panchen Lama participan en el proceso de reconocimiento de las reencarnaciones del otro. Lobsang Chökyi Gyaltsen fue un prolífico erudito y un gran yogui que es especialmente conocido por sus escritos sobre el Mahamudra (principalmente su texto La carretera de los conquistadores y su autocomentario Lámpara reiluminadora del Mahamudra).

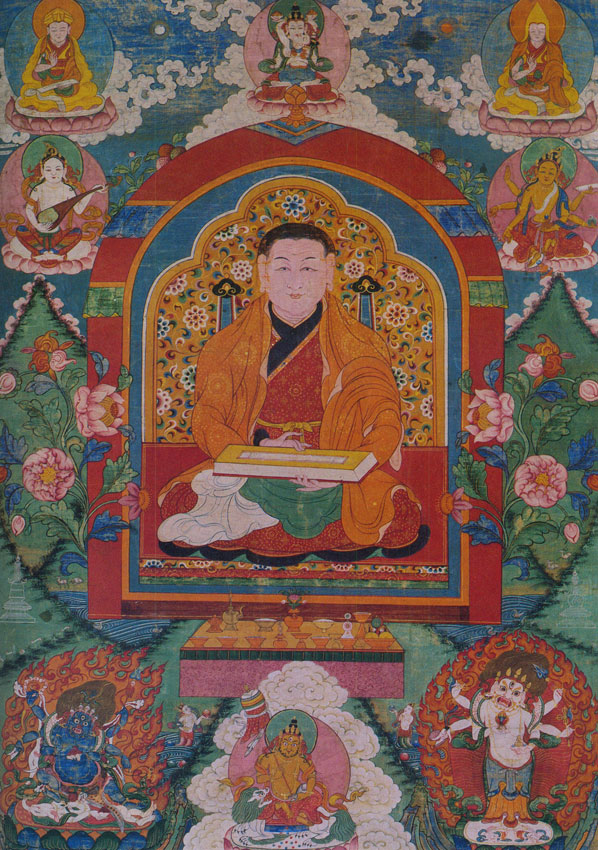
Zanabanzar, autorretrato, finales del siglo XVII o principios del XVIII, Museo de Bellas Artes de Ulan Bator

El quinto Dalái lama también es conocido por haber reconocido a Zanabazar (1635-1723) como el primer Jebtsundamba Khutuktu oficial, el líder espiritual (bogd gegeen) de la tradición Gelug de Mongolia. Zanabazar fue un gran polímata mongol que destacó en pintura, escultura, poesía, erudición e idiomas. Se le atribuye haber lanzado un renacimiento de la cultura mongola en el siglo XVII, haber creado la escritura Soyombo y haber promovido ampliamente el budismo entre los mongoles. Zanabazar también supervisó la construcción de numerosos e importantes monasterios gelug en Mongolia, como el de Shankh, el de Tövkhön y el de Erdene Zuu.
El gobierno del quinto Dalái lama también supervisó la represión de las escuelas del budismo tibetano que eran enemigos políticos de la escuela Gelug y habían apoyado a la dinastía Tsang. Después de la guerra, muchos monasterios Kagyu y Jonang fueron convertidos por la fuerza en monasterios Gelug. También se prohibieron los escritos de la escuela Jonang, así como la literatura de los maestros Sakya que habían atacado a Tsongkhapa, y sus impresiones xilográficas se guardaron bajo llave. La actitud del Dalái lama hacia los nyingma fue diferente, y apoyó la recopilación y conservación de los textos nyingma, además de patrocinar personalmente el monasterio de Mindroling y a sus líderes Terdag Lingpa y Lochen Dharmashri.

### SiglosXVIIyXVIII
El Sexto Dalái lama (1683-1706) fue una figura poco convencional a la que le gustaba vivir como laico, rechazaba los votos monásticos, bebía alcohol, se acostaba con mujeres y escribía poemas de amor y eróticos. Sus versos son una parte importante de la poesía tibetana. Su sucesor, el 7.º Dalái lama, también fue un destacado poeta, pero escribió principalmente sobre temas budistas y espirituales. El 7.º Dalái lama Kelzang Gyatso fue un erudito budista muy culto y escribió cientos de títulos sobre diversos temas budistas. Durante la época del 7.º, el Tíbet también se convirtió en un protectorado del Imperio Qing bajo el emperador Kangxi (r. 1661-1722). El 8.º, 9.º, 10.º 11.º y 12.º Dalai Lamas murieron jóvenes y no fueron figuras significativas. El Tíbet fue gobernado por una serie de regentes durante este periodo y experimentó una gran inestabilidad política.
Durante los siglos XVII y XVIII, las figuras gelug continuaron produciendo nuevas obras escolásticas. El desarrollo del género de "doctrinas" (tibetano grub mtha', sánscrito siddhanta, una forma de doxografía) se convirtió en un elemento particularmente importante de la educación y erudición gelug. Quizás el doxógrafo gelug más influyente fue el gran erudito Jamyang Shéba (1648- 1721), que escribió Rugido del León de cinco caras, una serie de versos sobre la doxografía, y un enorme comentario a este texto raíz (de 530 folios), llamado Gran exposición sobre las doctrinas. Según Daniel Cozort, las obras de Jamyang «son los textos más completos sobre las doctrinas» en el budismo tibetano. Su reencarnación, Gönchok Jikmé Ongpo (1728-1791), también es conocido por su texto de doctrina más breve, llamado Guirnalda preciosa de doctrinas, así como por otras obras sobre el camino del bodhisattva.
Otros eruditos gelug clave de este periodo son Changkya Rölpé Dorjé (1717-1786), que escribió Presentación de las doctrinas, y Ngawang Belden (nacido en 1797), que escribió un importante comentario sobre la Gran Exposición de Jamyang. Changkya Rölpé Dorjé también es conocido por sus conocimientos de idiomas y su labor de traducción y por ser el principal maestro de la corte Qing del emperador Qianlong. Changkya supervisó la traducción del canon budista tibetano al mongol y al manchú, recopiló una colección del canon en cuatro idiomas (chino, manchuriano, mongol y tibetano) y también supervisó la traducción del Śūraṅgama Sūtra al tibetano.
En el siglo XVIII, Thuken Losang Chökyi Nyima (1737-1802), un alumno de Changkya, llevó el género de las doctrinas un paso más allá con su Espejo de cristal de los sistemas filosóficos. Según Roger R. Jackson, este texto es "posiblemente el relato más amplio de las filosofías religiosas jamás escrito en el Tíbet premoderno". Esta obra de filosofía y religión comparadas analiza todas las escuelas del budismo tibetano, el budismo chino y las religiones chinas, así como los sistemas religiosos indios, mongoles y kotaneses.

### ElsigloXIX

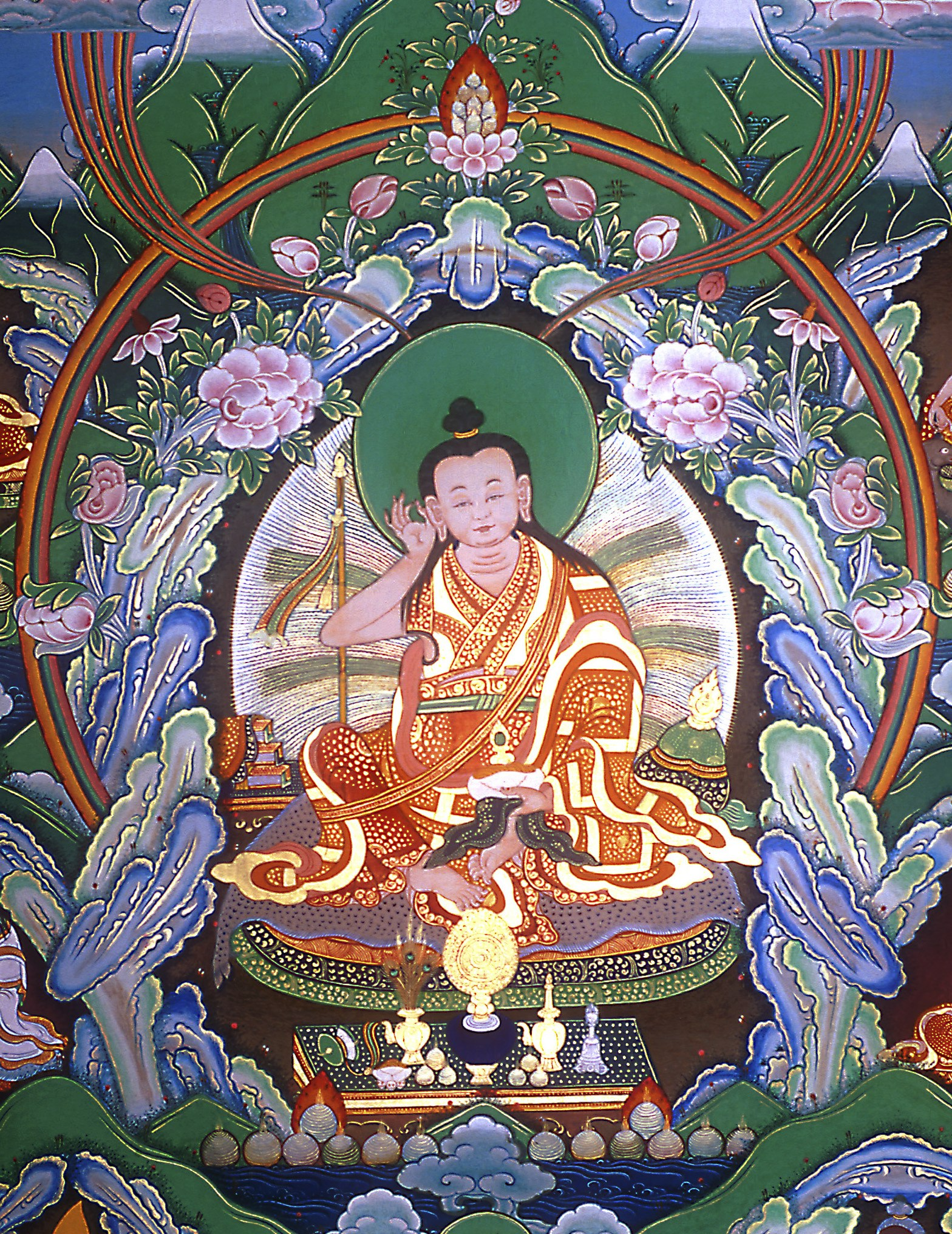
Shabkar Tsokdruk Rangdrol

En el siglo XIX surgió la gran figura de Shabkar Tsokdruk Rangdrol (1781-1851), un influyente monje gelug, poeta y yogui de dzogchen, conocido sobre todo por su estudio no sectario de las distintas tradiciones budistas tibetanas, especialmente gelug y nyingma. Sus escritos sobre el no sectarismo prefiguran el surgimiento del movimiento Rime en unas tres décadas. Su autobiografía y otras obras integran las enseñanzas de la tradición gelug con las de la escuela nyingma. Otro maestro gelug asociado a la actividad no sectaria fue Minyak Kunzang Sonam (1823 - 1905). Fue un practicante de Dzogchen y uno de los cuatro grandes herederos del dharma del maestro nyingma Patrul Rinpoche.
Durante la era del 13.º Dalái lama (1876 - 1933), Tíbet recuperó su independencia de China y llevó a cabo algunas reformas y actividades de modernización. El 13.º Dalái lama se centró en modernizar el estado tibetano mediante el desarrollo de un sistema fiscal, militar, policial y administrativo moderno. Estos cambios provocaron algunos conflictos por parte de las instituciones de la élite gelug, acostumbradas a gestionar sus propias finanzas; el más impactante fue cuando el 9.º Panchen Lama huyó a China tras perder una lucha por el poder con el Dalái lama. El 13.º Dalái lama también lanzó una nueva impresión moderna del canon budista tibetano.
En el siglo XX surgieron varias figuras influyentes de las instituciones gelug, como Gendün Chöphel (1903-1951) y Pabongkha Déchen Nyingpo (1878-1941). Durante el reinado del 13.º Dalái lama, se inició la llamada «controversia de Dorje Shugden», encabezada por las tendencias sectarias de Pabongkha. Esta división dentro de la orden Gelug se basaba en el culto a una deidad protectora llamada Dorje Shugden, de la que se decía que castigaba a los Gelugs que entraban en prácticas de otras escuelas budistas. El 13.º Dalái lama (que practicaba él mismo el dzogchen nyingma y la deidad Vajrakilaya) se opuso a este sectarismo.

### La era de la RPC, la diáspora y Occidente

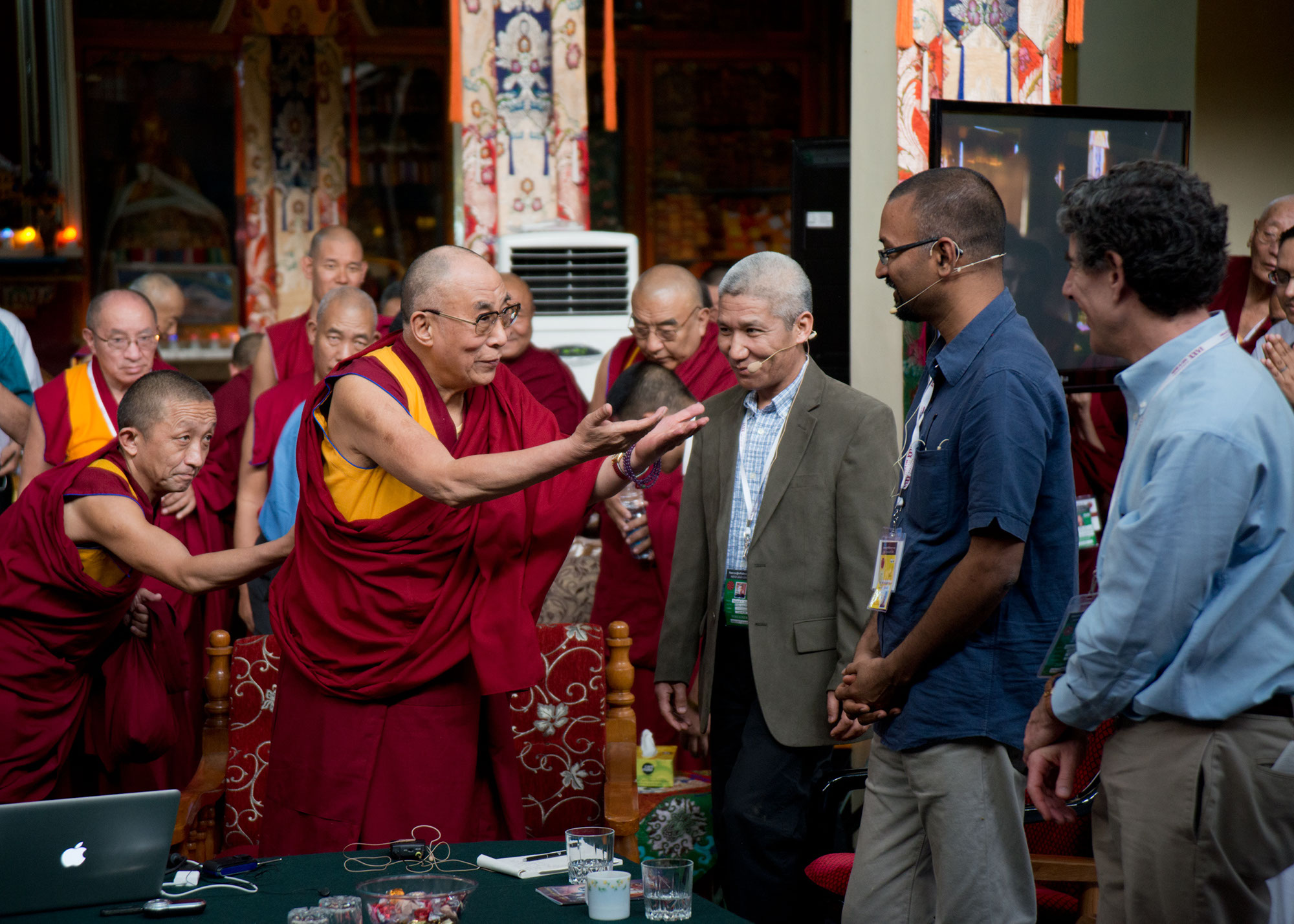
Rajesh Kasturirangan con el 14.º Dalái lama, Thupten Jinpa y Richard Davidson en la conferencia XXVI del Instituto Mente y Vida, 2013. El Instituto Mente y Vida ha sido una serie de diálogos sobre el budismo y la ciencia, y estos han influido en el campo de la ciencia contemplativa.

Tras la anexión del Tíbet por parte de la República Popular China, miles de monasterios tibetanos fueron destruidos o dañados (principalmente durante el levantamiento tibetano de 1959 y la Revolución Cultural de 1966-1976), y muchos monjes gelug, incluido el XIV Dalái lama, huyeron del país a la India como parte de la diáspora tibetana. Los tres principales colegios monásticos Gelug (Sera, Drepung y Ganden) se recrearon en la India. La sede actual del Dalái lama es el monasterio de Namgyal, en Dharamshala. Este monasterio también mantiene una sucursal en Ithaca, Nueva York.
El 14.º Dalái lama es un líder central de la diáspora tibetana moderna y sigue defendiendo la autonomía tibetana y los derechos humanos, además de seguir enseñando el budismo tibetano en todo el mundo. El Dalái lama se ha reunido con numerosos líderes políticos y religiosos, así como con científicos y filósofos, y promueve la no violencia, el diálogo interreligioso y el diálogo entre el budismo y la ciencia. El Dalái lama se ha convertido en una de las figuras religiosas más admiradas del mundo.
Otros numerosos maestros gelug enseñan ahora en Occidente y los centros gelug se han convertido en una parte habitual del budismo occidental. Quizá la mayor organización religiosa asociada a la tradición Gelug sea la Fundación para la Preservación de la Tradición Mahayana, fundada en 1975 por Thubten Yeshe y Thubten Zopa Rinpoche. La organización gestiona numerosos centros de meditación y varios monasterios, como el de Nalanda, en Francia, y el Colegio Maitripa. Otros lamas Gelug influyentes que han enseñado a los budistas occidentales son Ngawang Wangyal, Lhundub Sopa (que fundó el Centro y Monasterio Budista de Deer Park), Geshe Rabten, Choden Rinpoche, Kyabje Yongzin Ling Rinpoche, Geshe Lhakdor y Dhardo Rinpoche. Algunos lamas Gelug también recibieron una educación universitaria occidental moderna y se convirtieron en académicos publicados, como Gelek Rinpoche, Geshe Thupten Jinpa, Geshe Gyeltsen y Sonam Thakchoe.
Algunos estudiantes occidentales de lamas Gelug de la diáspora (algunos de los cuales pasaron un tiempo como monásticos) también se han convertido en estudiosos del budismo, así como en traductores y profesores, entre ellos Alexander Berzin, B. Alan Wallace, Robert Thurman, Robina Courtin, Jeffrey Hopkins, Donald S. Lopez Jr., José Cabezón, Guy Martin Newland, Nicholas Vreeland, Barry Kerzin, Glenn H. Mullin y Gareth Sparham.
Thubten Chodron, una biksuni gelug estadounidense, es la fundadora y abadesa de la abadía Sravasti, el único monasterio de formación budista tibetana para biksunis (monjas plenamente ordenadas) occidentales en Estados Unidos.
La escuela Gelug de Mongolia, dirigida por el 9.º Jebtsundamba, lideró el renacimiento del budismo mongol tras la caída del régimen comunista en Mongolia en 1990. La tradición Gelug también tiene una fuerte presencia tradicional en repúblicas rusas modernas como Buriatia, Kalmukia y Tuvá.

## Enseñanzas

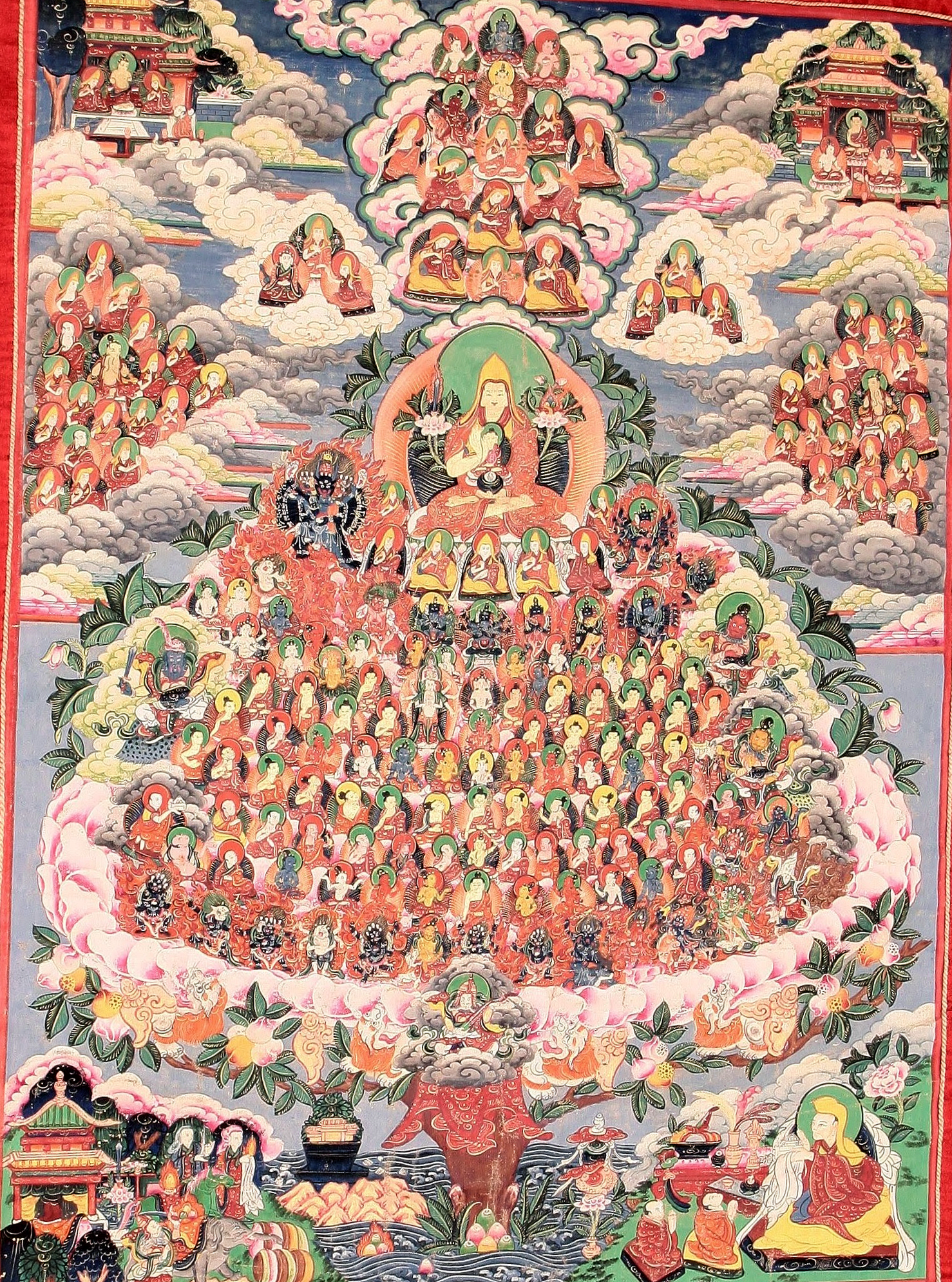
Thangka del árbol de refugio del linaje Gelug que representa a Tsongkapa en el centro rodeado de maestros budistas indios y tibetanos. Los thangkas de este tipo se utilizan a menudo como foco para tomar refugio.

### Pasos del camino (lam rim)
Las obras de Tsongkhapa contienen una síntesis sistemática de la doctrina budista que proporciona una visión global del camino espiritual, basada en el budismo Mahayana y Vajrayana. Las principales enseñanzas mahayana se encuentran en varios textos, como la Gran Exposición del Camino Graduado (Lam rim chen mo), el Camino Graduado Medio (Lam rim 'bring ba) y el Camino Graduado Pequeño (Lam rim chung ngu). Otras obras de Tsongkhapa sobre lamrim son Los tres principios del camino y El fundamento de todas las buenas cualidades. También existen otras exposiciones del lamrim realizadas por otras figuras, como La esencia del oro refinado del III Dalái lama y El camino fácil de Panchen Losang Chökyi Gyaltsen.
Estas obras de lamrim se basan en las enseñanzas del maestro indio Atiśa (c. siglo XI) en Una lámpara para el camino del despertar, así como en las obras de Shantideva y otros autores indios de madhyamaka. Según los escolásticos gelug, la presentación de Tsongkhapa de las etapas del camino se remonta, a través de Atisha, a Nagarjuna (que la recibió de Manjushri). También se dice que Tsongkhapa incorporó elementos de la presentación del camino de Asanga (que le enseñó Maitreya).
La presentación de samatha y vipaśyanā en el lamrim de Tsongkhapa también se basa en el Bhāvanākrama (Etapas de la Meditación) del maestro indio Kamalaśīla (c. siglo VIII). Otro texto importante en Gelug es el Libro de Kadam también conocido como Escritura de Emanación Kadam que incluye enseñanzas de maestros Kadam como Atisha y Dromtön.

#### El esquema de las tres motivaciones
El Lamrim es un modelo del camino budista gradual en el que el practicante cumple diversas etapas de contemplación y entrenamiento, basado en el budismo mahayana clásico de la India. La presentación del camino budista comienza con los seres que se encuentran en el nivel más bajo (los que tienen una visión errónea y están llenos de aflicciones) y proporciona un camino gradual, paso a paso, para salir de este estado a través de la formación diligente, la acción ética y la contemplación. Según Powers, "el camino se concibe como algo que se desarrolla en etapas jerárquicamente ordenadas, y se espera que los aprendices completen cada nivel antes de pasar al siguiente".
Las enseñanzas de lamrim suelen organizarse con base en tres ámbitos principales de motivación graduada:
- El ámbito bajo es adecuado para quienes se deleitan en la existencia cíclica (samsara) y desean buscar un buen renacimiento. Las prácticas espirituales que se enseñan para esta motivación incluyen la contemplación de la preciosidad de nuestro renacimiento humano, el alejamiento de las ocho preocupaciones mundanas, la contemplación del sufrimiento de los renacimientos inferiores, la contemplación de la muerte y la impermanencia, la toma de refugio en las Tres Joyas y la contemplación de la ley kármica de causa y efecto. Otro elemento importante para este nivel es la práctica de la disciplina ética (sila), evitando las diez acciones perjudiciales y cultivando las diez acciones saludables.
- El ámbito intermedio es el de aquellos que buscan la liberación de la ronda de renacimientos para sí mismos (la motivación Sravaka o Hinayana). El enfoque de este ámbito intermedio es cultivar la renuncia y el deseo de la verdadera libertad. Esto proviene de la contemplación de cómo todas las formas de renacimiento (incluso las más elevadas) son insatisfactorias (duḥkha), así como de la práctica de los tres entrenamientos de la ética (sila), la estabilización meditativa (samadhi) y la perspicacia (vipasyana). Este nivel también incluye la contemplación de los seis delirios de raíz (kleśa) que dan lugar al samsara (apego, ira, orgullo, ignorancia, visiones erróneas y duda), así como el análisis del samsara contenido en los 12 eslabones del surgimiento dependiente (pratītyasamutpāda). Aunque este nivel también incluye la comprensión de la vacuidad (śūnyatā), no se explica tan detalladamente como en el Mahayana.
- El ámbito elevado es adecuado para aquellos que tienen una gran compasión (mahakaruṇā) y, por tanto, buscan alcanzar la plena Budeidad para ayudar a la liberación de los demás (la motivación mahāyāna de bodhicitta). Comienza con la generación de la mente del despertar (bodhicitta) y el cultivo del amor (maitrī) y la compasión (karuṇā) hacia todos los seres, y prosigue con el cultivo de prácticas como el entrenamiento mental (lojong), el "intercambio entre nosotros y los demás", el tonglen, los votos del bodhisattva y las seis paramitas (incluidas la meditación samatha y vipasyana), culminando con la realización directa de la vacuidad.

El alcance más elevado del Lamrim culmina en los métodos de Vajrayana para ayudar a la rápida consecución de la Budeidad. Se dice que las motivaciones más elevadas se basan en los cimientos de los alcances anteriores, y no los subvierten.

#### Tres principios del camino
En su Tres Principios del Camino, Tsongkhapa esboza los tres elementos principales del camino espiritual hacia el despertar de la siguiente manera:
1. La intención de abandonar definitivamente la existencia cíclica, es decir, la renuncia (Skt. naiṣkramya)
2. Generar la intención de alcanzar la Budeidad por el bien de todos los seres sintientes (bodhicitta, la mente despierta)
3. La visión correcta (samyak dṛṣṭi), es decir, una comprensión adecuada de la vacuidad (shunyata).

Según Tsongkhapa, estos tres elementos contienen la esencia de todas las enseñanzas y prácticas budistas y son el objetivo común de todas las escrituras, tratados y tantras. Además, según Tsongkhapa, estos no son sólo elementos introductorios o parciales, sino de fundamentos esenciales para todas las prácticas budistas, mántricas (es decir, no mahayana) o tántricas.

### Razonar y meditar en la vacuidad
En Gelug, el logro de la perfección de la sabiduría (prajñāpāramitā) requiere una comprensión adecuada de la visión de la vacuidad. En el Lamrim chenmo, Tsongkhapa rechaza la idea de que todo esfuerzo intelectual, los conceptos y la actividad mental son obstáculos para la comprensión espiritual. También rechaza ciertos puntos de vista sobre la vacuidad, en particular el punto de vista "shentong" ("vacío de otro") de Dolpopa, que se considera una especie de eternismo o esencialismo. La visión adecuada de la vacuidad en la escuela Gelug se considera la filosofía prāsangika mādhyamika de Nagarjuna y Chandrakirti, tal como la interpreta Tsongkhapa. Según Jay Garfield, la visión de Tsongkhapa es "una síntesis de la epistemología y la lógica de Dharmakirti con la metafísica de Nagarjuna".
La visión correcta de la vacuidad se establece inicialmente a través del estudio (especialmente de las obras clásicas del madhyamaka) y el razonamiento para determinar si los fenómenos son como aparecen. Los textos gelug contienen muchas explicaciones que ayudan a obtener una comprensión conceptual de la vacuidad y a practicar la meditación de perspicacia (vipasyana). La meditación gelug incluye un tipo de práctica de introspección analítica que es "la contemplación punto por punto de los argumentos lógicos de las enseñanzas, que culminan en los de la vacuidad del yo y de todos los fenómenos".
Este uso del razonamiento ayuda al meditador a reconocer que todos los fenómenos están vacíos de existencia inherente (svabhava). Sin embargo, no basta con lograr una comprensión conceptual, sino que el meditador debe profundizar su comprensión mediante la contemplación repetida. Cuanto más se entrena, más profundo y sutil se vuelve el discernimiento. Finalmente, uno trasciende la necesidad del pensamiento conceptual, y su conciencia de la vacuidad alcanza el nivel de la percepción directa, que es una visión no conceptual de la vacuidad.
Para Tsongkhapa, el entrenamiento en la perspicacia y la sabiduría está estrechamente relacionado con el entrenamiento en la compasión. El entrenamiento en la comprensión de la vacuidad profundiza la compasión y viceversa. Ambos se refuerzan y fortalecen mutuamente.

### Vajrayāna (Mantra secreto)

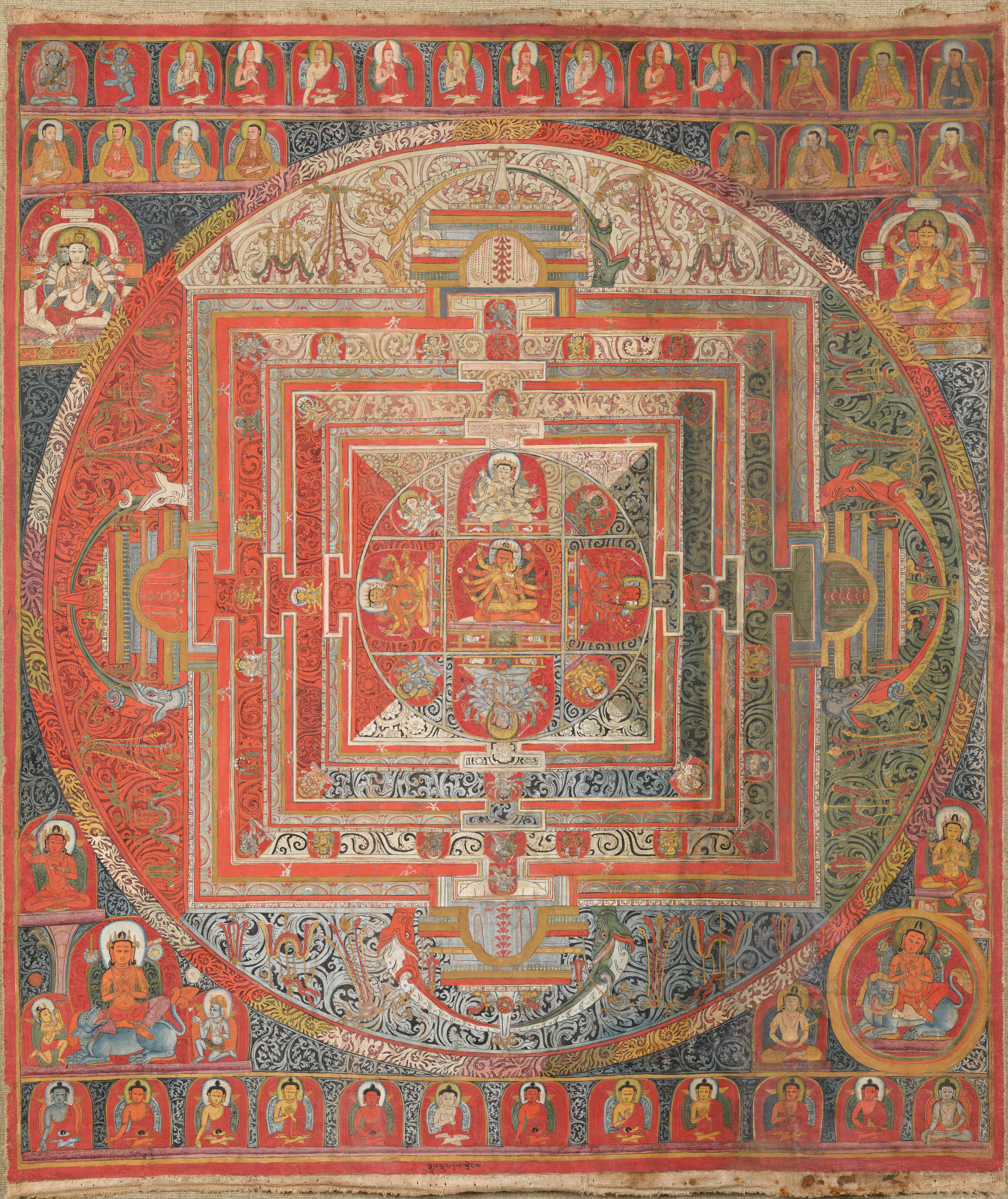
Mandala de Guhyasamāja con Mañjuvajra, una forma estoérica de Mañjuśrī, como deidad central.

En La gran exposición del mantra secreto de Tsongkhapa las prácticas tántricas de la escuela Gelug también están integradas en el modelo del camino lamrim. Esto se combina con los yogas tántricos de los tantras anuttarayoga, como los tantras Guhyasamāja, Cakrasaṃvara, Yamāntaka y Kālacakra.
Para Tsongkhapa, la práctica Vajrayana requiere bodhicitta y la visión de la vacuidad (a través de la meditación vipaśyanā) como base, y por lo tanto, el Mahayana no tántrico (y sus tres aspectos principales de renuncia etc) se considera indispensable para el Vajrayana. De hecho, según Tsongkhapa, sin haber comprendido la vacuidad, no se pueden practicar los yogas tántricos.
La escuela Gelug también sigue la opinión de Tsongkhapa de que el Vajrayana sólo se diferencia del sutra por su método especial, la práctica esotérica del yoga de deidades, que se considera un método más rápido que la práctica de las seis perfecciones por sí sola.
La teoría tántrica de Tsongkhapa se centra en el tantra Guhyasamāja, un texto que él consideraba el "rey de los tantras". Tsongkhapa se refería a sí mismo como un "yogui de Guhyasamāja" y se consideraba un renovador y reformador de esta tradición. Como tal, el tantra Guhyasamāja es el tantra principal de la escuela Gelug.
Tsongkhapa también incorporó la práctica tántrica de los Seis yogas de Naropa, y el Mahamudra, de los linajes Dagpo Kagyu. Esta tradición fue continuada por el primer Panchen Lama, que compuso Un texto raíz para la preciosa tradición de Gelug-Kagyu Mahamudra.
La tradición Gelug también mantiene las enseñanzas Dzogchen. Lozang Gyatso, 5.º Dalái lama (1617-1682), Thubten Gyatso, 13.º Dalái lama ( 1876-1933), y Tenzin Gyatso, 14.º Dalái lama son algunos maestros de Dzogchen de la escuela Gelug. La práctica del Chöd fue enseñada por maestros Gelug como Kyabje Zong Rinpoche.

#### El linaje oral Ganden de Mañjuśrī

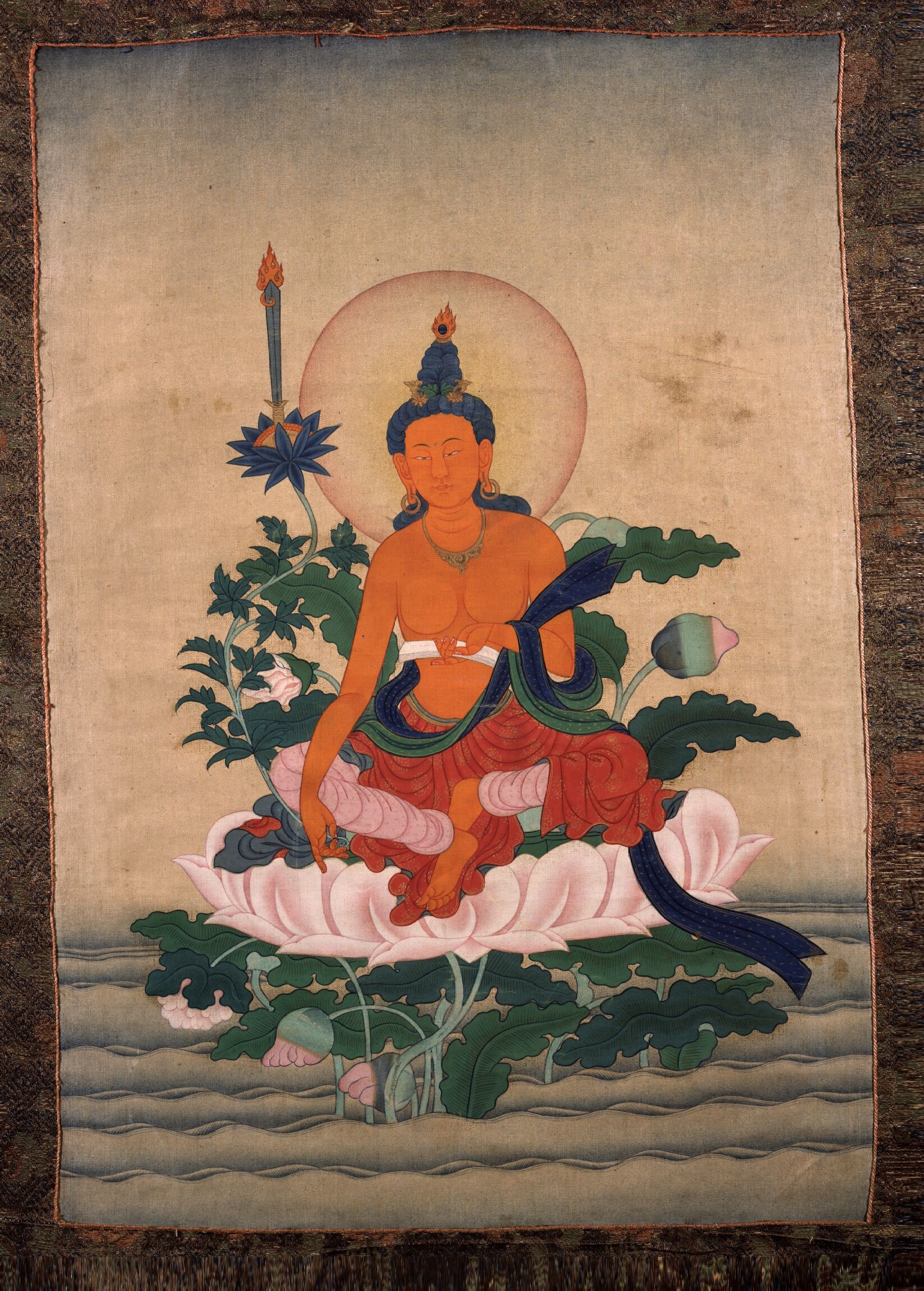
Pintura tibetana del bodhisattva Mañjuśrī,, Museo de Arte Rubin

La tradición Gelug también tiene un linaje único de instrucciones orales que se remonta a las enseñanzas recibidas por Tsongkhapa del bodhisattva Mañjuśrī (Tib. Jampalyang). Hay dos linajes principales de este ciclo de instrucciones orales Ganden de Mañjuśrī, que son la tradición Ensa (procedente de Gyalwa Ensapa Losang Dondrup) y el linaje Segyu (procedente de Je Sherab Sengye). Las enseñanzas de la práctica popular del Lama Chöpa se transmiten a través del linaje Ensa.
Según David Gonsalez, la tradición Gelug cree que Mañjuśrī enseñó a Tsongkhapa cómo combinar las enseñanzas de Guhyasamāja sobre la luz clara y el cuerpo ilusorio, las enseñanzas del fuego interior (tumo) del Cakrasaṃvara Tantra, y la práctica de Vajrabhairava juntos en una práctica. Esto también se combina con una fuerte base en las prácticas de lamrim, lojong y guru yoga. Tsongkhapa fue aconsejado por Mañjuśrī sobre cómo consolidar todas estas enseñanzas en una sola práctica, que fue el origen de la práctica secreta de guru yoga llamada Lama Chöpa.

## Erudición

### Principales temas y textos
La escuela Gelug desarrolló un sistema muy estructurado de estudio escolar que se basaba en la memorización y el estudio de textos clave, así como en el debate formal. Los principales temas y textos utilizados en el estudio son:
1. Disciplina monástica (Tib. 'dul ba, Skt. vinaya): El Vinaya-sutra de Gunaprabha
2. Abhidharma (filosofía budista): El Abhidharmakosha (Vaina de Abhidharma) de Vasubandhu
3. Epistemología (tshad ma, pramana): que se basa en el Pramanavarttika (Comentario sobre Pramana) de Dharmakirti, un Comentario al "Compendio de Pramana" de Dignaga,
4. Madhyamaka (dbu-ma): Madhyamakāvatāra (Entrada al camino medio) de Chandrakirti, y lost textos de Nagarjuna.
5. Prajñaparamita (phar-phyin): El Abhisamayalankara (Ornamento de las realizaciones claras)

Todos los colegios Gelug estudian los comentarios a estos textos escritos por Tsongkhapa, Gyaltsab Je y Kedrub Je.
Seis textos de Tsongkhapa son también una fuente primordial para los estudios de la tradición Gelug:
1. La Gran Exposición de las Etapas del Camino (Lam-rim chen-mo)
2. La Gran Exposición del Mantra Secreto (sNgag-rim chenmo)
3. La Esencia de la Elocuencia sobre las Enseñanzas Interpretativas y Definitivas (Drnng-nges legs-bshad snying-po)
4. El Elogio del Surgimiento Dependiente (rTen-'brel bstodpa)
5. La clara exposición de las cinco etapas de Guhyasamāja (gSang-'dus rim-lnga gsal-sgron)
6. El Rosario de Oro (gSer-phreng)

Cada monasterio gelug utiliza también su propio conjunto de libros de texto comentados (yig-cha), que fueron escritos para explicar otros detalles escolásticos y cuestiones de interpretación. Los diferentes conjuntos de libros de texto Gelug difieren en numerosos puntos de interpretación. Los principales conjuntos de libros de texto son:
- Textos de Jetsun Chokyi Gyaltsen (1469-1544), estudiados en Ganden Jangtse, Sera Je y Sera Ngagpa
- Los textos de Kedrub Tendarwa (1493-1568), estudiados en el Colegio Sera Me
- Los textos de Panchen Sonam Dragpa (1478-1554) que se estudian en los colegios Drepung Losel Ling, Ganden Shartse, Gyütö y Ratö,
- Los textos de Kunkyen Jamyang Zhepa (1648-1721), que se estudia en el colegio Drepung Gomang, en el colegio Drepung Deyang, en el monasterio Labrang y en la mayoría de los monasterios de Mongolia interior y exterior, Buriatia, Kalmykia y Tuvá.

### Curso de estudio

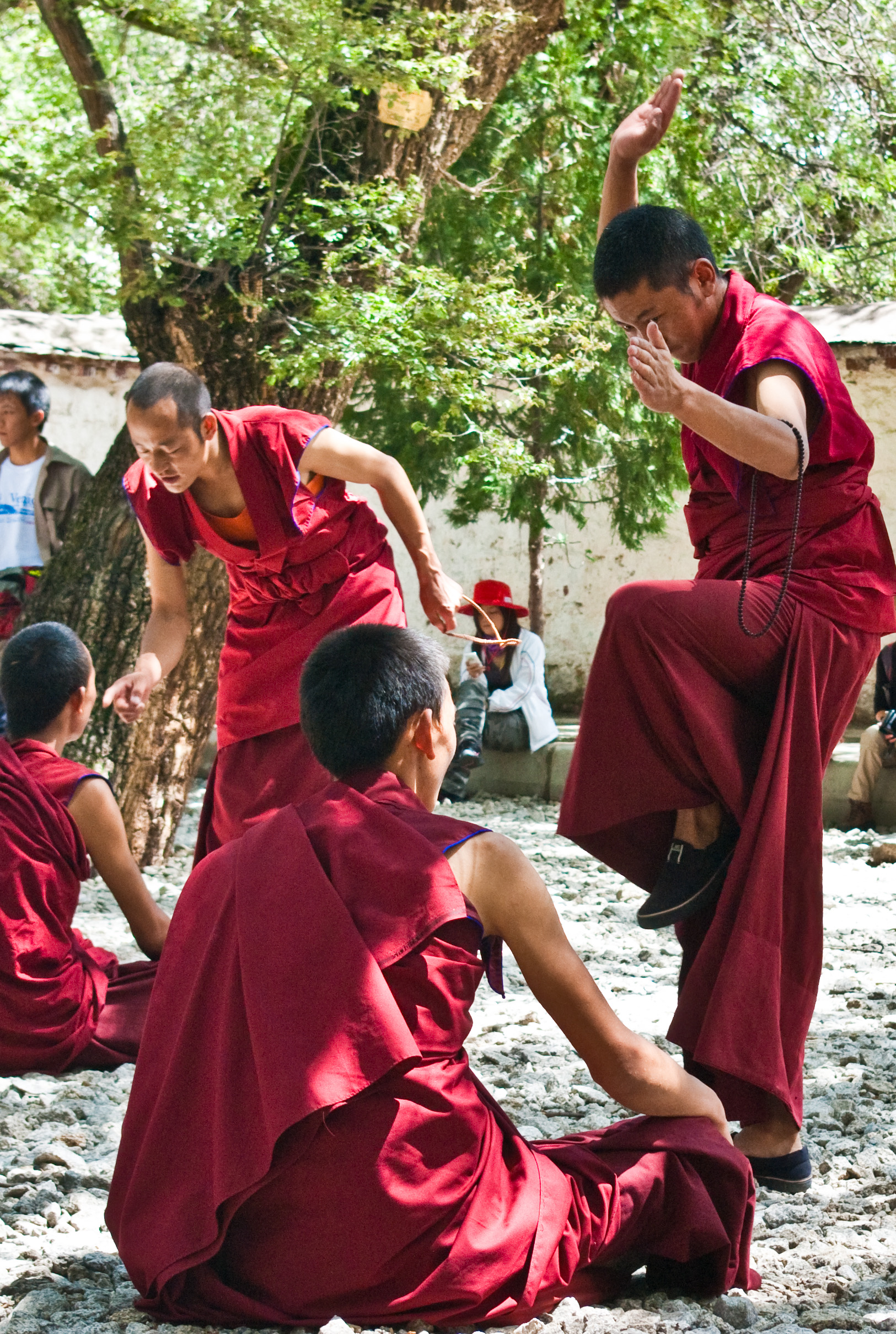
Monjes debatiendo en el monasterio de Sera

Según Georges Dreyfus, "para cada tema estudiado, el procedimiento es similar. El proceso comienza con la memorización heurística del texto raíz y a veces de sus comentarios. Continúa con la interpretación del texto raíz a través de los comentarios, y culmina con el debate dialéctico".
Tras el estudio de los textos exotéricos, un monje puede entrar en el estudio y la práctica esotérica de los textos tántricos, en particular los tantras Guhyasamāja, Yamāntaka y Cakrasamvara.
Un monje que haya completado todos sus estudios puede entonces intentar obtener el título de geshe, un título raro y difícil de obtener que puede tardar entre 15 y 25 años en completarse. Según John Powers, "aunque la tradición Gélukpa reconoce a algunas personas como tülkus -seres que son reencarnaciones de grandes lamas-, los distintos niveles de logro académico están abiertos a cualquier varón que sea capaz de completar el programa con éxito". No hay mayores restricciones en la capacidad de un monje para alcanzar los distintos rangos escolásticos y títulos de geshe que la habilidad, y pueden proceder de cualquier clase social, familia o región. Varios occidentales han completado el título en la era moderna.
Según Powers, el principal método de examen es un debate oral, "en el que un monje debe ser capaz de evaluar rápidamente una amplia gama de posiciones filosóficas, defender cualquiera de ellas frente a cualquier otra, y triunfar (o al menos mantenerse) en una emocionante contienda intelectual". El objetivo principal de este debate es desarrollar el intelecto a través de la confrontación dialéctica directa, que les capacita para defender posiciones filosóficas, pensar con conocimiento de causa y examinar críticamente sus doctrinas.
Alexander Berzin señala que en el Tíbet sólo había dos exámenes (rgyugs-sprod): el de memorización (blo-rgyugs) y el de debate (rtsod-rgyugs). Sin embargo, según Berzin, "desde las reformas del Decimocuarto Dalai Lama en la India, también deben pasar cada año un examen escrito (bri-rgyugs), un examen de composición de poesía (rtsom-bri) y un examen de cultura tibetana e historia religiosa (rgyal-rabs chos-byung)".
Después de obtener un grado monástico, es habitual entrar en un largo retiro de meditación, que suele durar tres años, o proceder a estudios tántricos (Vajrayana). Según Powers, "la lógica de este sistema se basa en la idea de que primero hay que adquirir una base sólida en las escrituras, la filosofía, las doctrinas y la práctica budistas antes de dedicarse a la meditación a tiempo completo. Los aprendices que comprenden a fondo lo que están meditando tendrán menos probabilidades de extraviarse en la meditación que aquellos cuya comprensión es meramente superficial."